# Aria (Daniele Silvestri)
Aria è un brano musicale scritto ed interpretato da Daniele Silvestri.
La canzone ha partecipato al Festival di Sanremo 1999, dove si è classificato al nono posto. La canzone ha però ottenuto il Premio Mia Martini della Critica, nonché il Premio "Volare" miglior Testo, per la seconda volta nella sua carriera.
La canzone racconta la storia di un ergastolano all'Asinara, che ha come unico scopo nella vita quello di respirare irridendo i suoi carcerieri sul fatto che la morte lo farà uscire dal carcere. La canzone è stata inserita nell'album Sig. Dapatas, quarto lavoro del cantautore romano.

## Video musicale
Il videoclip prodotto per Aria è stato diretto da Ago Panini.

## Tracce
1. Aria
2. Insieme